# Platysenta naolina
Platysenta naolina är en fjärilsart som beskrevs av William Schaus 1904. Platysenta naolina ingår i släktet Platysenta och familjen nattflyn. Inga underarter finns listade i Catalogue of Life.